# Ilivasi Tabua

a Compétitions nationales et continentales officielles uniquement.

b Matchs officiels uniquement.
Dernière mise à jour le 31 août 2016.
Ilivasi Tabua, né le 30 septembre 1964, est un ancien joueur et entraîneur de rugby à XV fidjien.
Ancien joueur de rugby à 7 puis de rugby à XV, il a disputé, comme troisième ligne aile, la Coupe du monde 1995 avec l'Australie, puis 4 ans plus tard la Coupe du monde 1999 avec les Fidji. Il mesure 1,93 m pour 105 kg.
Il est nommé en janvier 2007 entraîneur de l'équipe des Fidji en remplacement de Wayne Pivac (démissionnaire). Il est licencié en août 2009 pour mauvais comportement lors de la Coupe des nations du Pacifique.

## Carrière

### Avec l'équipe d'Australie
Il a eu sa première sélection avec l'équipe d'Australie le 14 août 1993 contre les Springboks. Son dernier test match fut contre l'équipe d'Argentine le 3 juin 1995.
Il a disputé deux matchs de la coupe du monde de 1995, les deux fois comme titulaire.

### Avec l'équipe des Fidji
Il a eu sa première sélection avec Fidji le 11 novembre 1995 contre le Pays de Galles. Son dernier test match fut contre l'équipe de France le 16 octobre 1999.
Il a disputé deux matchs de la coupe du monde de 1999.

## Palmarès
- 10 sélections avec l'Australie
- 3 essais, 15 points
- Sélections par année : 4 en 1993, 4 en 1994, 2 en 1995.

- 16 sélections avec les Fidji
- 0 point
- Sélections par année : 2 en 1995, 4 en 1998, 10 en 1999.

En coupe du monde :
- 1995 : 2 sélections (Canada, Roumanie).
- 1999 : 2 sélections (Canada, France).